# Ludo Delcroix
Ludo Delcroix (Kalmthout, 28 oktober 1950) is een voormalig Belgisch wielrenner. Hij was beroepsrenner tussen 1973 en 1982. 

## Carrière
Delcroix werd na zijn prestaties als neoprof in Parijs-Nice 1973 benaderd door Eddy Merckx. Tussen 1974 en 1977, eerst bij Molteni, daarna bij Fiat, knechtte Delcroix voor Merckx. Hierbij was hij vooral nuttig in de vlakke ritten.

### Belangrijkste overwinningen
1972
- Brussel-Opwijk

1977
- 1e etappe Deel B GP Franco-Belge
- Eindklassement GP Franco-Belge
- 5e etappe Ronde van Romandië

1978
- 2e etappe Driedaagse van De Panne

1979
- 9e etappe Ronde van Frankrijk

1980
- 1e etappe Ronde van Nederland
- GP Jef Scherens

2000
- deelname Ronde van Burkina Faso

### Resultaten in voornaamste wedstrijden
| Jaar | Ronde van Italië | Ronde van Frankrijk | Ronde van Spanje |
| ---- | ---------------- | ------------------- | ---------------- |
| 1973 |                  | buiten tijd         |                  |
| 1974 | 50e              | 58e                 |                  |
| 1975 |                  | 57e                 |                  |
| 1976 | 53e              |                     |                  |
| 1977 |                  | buiten tijd         |                  |
| 1978 | opgave           |                     |                  |
| 1979 |                  | 39e (1)             |                  |
| 1980 |                  | 47e                 |                  |
| 1981 |                  | 74e                 |                  |
| 1982 |                  | 91e                 |                  |

| Jaar | Milaan-San Remo | Gent-Wevelgem | Ronde van Vlaanderen | Parijs-Roubaix | Amstel Gold Race | Luik-Bast.‑Luik | Ronde van Lombardije | Parijs-Tours | Waalse Pijl | Omloop Het Volk |
| ---- | --------------- | ------------- | -------------------- | -------------- | ---------------- | --------------- | -------------------- | ------------ | ----------- | --------------- |
| 1973 | 64e             |               |                      |                |                  | 63e             |                      | 34e          |             |                 |
| 1974 |                 |               |                      |                |                  | 45e             | 26e                  | 17e          | 57e         |                 |
| 1975 |                 |               | 13e                  | 17e            |                  | 34e             |                      | 28e          | 19e         | 82e             |
| 1976 |                 |               |                      |                |                  |                 |                      |              | 16e         |                 |
| 1977 |                 |               | 23e                  |                | 20e              |                 |                      |              |             | 20e             |
| 1978 |                 | 32e           | 25e                  |                | 21e              | 34e             |                      | 17e          | 34e         |                 |
| 1979 |                 |               |                      |                | 24e              |                 |                      |              |             |                 |
| 1980 |                 | 16e           |                      |                |                  |                 |                      | 29e          |             |                 |
| 1981 | 62e             | 24e           | 21e                  | 17e            |                  |                 |                      |              | 37e         |                 |
| 1982 |                 |               | 22e                  |                | 24e              |                 |                      | 33e          |             | 7e              |

### Ploegen
- 1973 - Flandria-Carpenter
- 1974 - Molteni
- 1975 - Molteni
- 1976 - Molteni
- 1977 - Fiat France
- 1978 - IJsboerke-GIOS
- 1979 - IJsboerke-Warncke
- 1980 - IJsboerke-Warncke
- 1981 - Capri Sonne
- 1982 - Capri Sonne

## Privéleven
Delcroix huwde in 1974. Delcroix heeft een dochter, Nathalie, zij is zangeres bij het zangtrio Laïs.